# 東洋英和学校
東洋英和学校（とうようえいわがっこう）は、カナダ・メソジスト教会により東京府麻布鳥居坂13番地に設立された男子各種学校。

## 概要
1884年（明治17年）に開校し、普通科と神学科が併設されていたが、1900年（明治33年）3月に閉校となる。普通科は1900年（明治33年）に分離独立し、現在の麻布中学校・高等学校となっている。

## 沿革
1873年に来日したカナダ・メソジスト教会の宣教師G・コクラン博士と医療宣教師D・マクドナルドは、男子ミッションスクールを設立するために1883年、麻布東鳥居坂13番地の土地を購入することを決定した。その際に、同じく来日していたカナダ・メソジスト教会の婦人宣教師マーサ・カートメルに、女子ミッションスクール設立のための土地14番地を譲ることを助言した。
いずれにせよ、当時は外国人居留地以外に外国人が住むことは認められておらず、外国人名義での出願をすることはできなかった。そこで、学校設立のための会社「東洋英和学校会社」「東洋英和女学校会社」を創設し、ともに会社社長小林光泰の名義で出願するという方法がとられた。東洋英和学校会社の組織は、社長小林光泰、平岩愃保、土屋彦六、浅川広湖で、いずれも日本のメソジスト派の牧師である。
明治17年（1884年）3月、東洋英和学校校舎と寄宿舎を建設しコクランが初代校長となる。同年10月15日、政府文部省より正式に許可が下りる。
同年11月、高等・尋常科を開設。明治19年（1886年）には学生数が400を越える。
明治も中盤から終わりの方になると、欧化ブームは去り、時勢から国家主義的な色合いが濃くなっていく。ミッション校は徐々に人気を落としていき、1899年（明治32年）8月3日公布の政府による私立学校令とそれに続く「文部省訓令一二号」は、事実上「宗教教育禁止令」ともいえるもので、第一高等学校など上級学校への推薦制度の枠からも外されるようになっていく。
この頃宗教弾圧と思われる犯行が東洋英和女学校で発生する（1890年）。ミッションスクールで続けるとすれば尋常中学校としての認可が絶望的であり、東洋英和学校が生徒募集に苦心するようになる。
経営が行き詰まってどうにもならなくなった時期のころ、明治26年（1893年）に江原素六が東洋英和学校3代目校長に就任する。
キリスト教信者であった江原としては、学校を再建するために、言わば苦渋の選択をせざるを得なかった。それはミッションスクールを捨て、名前を変え、最終的に学校自体も移転することだった。それにより、明治28年（1895年）7月、東洋英和学校内尋常中学部を創立し、初代校長の江原と、清水由松らが運営にあたった。普通教育を忠実に行い、上級学校への進学に力を入れる学校へと変身させた。同年に私立麻布尋常中学、明治32年（1899年）に麻布中学校と改称する。これが現在の麻布中学校・高等学校に受け継がれていく。
元の東洋英和学校は、経営難のため、明治33年（1900年）3月：普通科を閉鎖。明治34年（1901年）神学科を閉鎖。
上記以外の東洋英和学校の沿革
- 明治19年（1886年）9月：神学科を設立する。また、麻布永坂町に幼童科を設けた。
- 明治20年（1887年）6月：平岩愃保牧師、静岡教会より転任。東洋英和学校2代目校長となる[12]。
- 明治26年（1893年）6月：平岩愃保校長、静岡教会に転任。6代目牧師に就任する[13]。
- 明治26年（1893年）G・コクラン宣教師、病気のためにカナダに帰国する[13]。

## 出身者
- 原野彦太郎
- 高木壬太郎
- 波多野伝四郎
- 島津岬
- 畑英太郎
- 山路愛山